# منطقة لوتشينيتس
منطقة لوتشينيتس هي منطقة تابعة لأقليم بانسكا بيستريتسا تقع في جنوب وسط سلوفاكيا. كان معظم المنطقة تابع لمقاطعة نوفوهراد حتى عام 1918. تقع المنطقة في الجنوب السلوفاكي، في الوادي الواسع لنهر إيبو Ipeľ. تضم مدينتا لوتشينيتس وفيلاكوفو حوالي 54 ٪ من سكان المنطقة، والباقي يعيشون في 55 قرية محيطة بها.
تقع المنطقة على الطريق E 571 (الطريق 50 في الترقيم السلوفاكي) الواصل بين براتيسلافا إلى كوشيتسه، وعلى أحد خطوط القطار التي تربط المدينتين. كما تعمل خدمات القطار إلى بودابست عبر فيلاكوفو.